# Ganllwyd
Ganllwyd est un village et une communauté du Gwynedd, au pays de Galles.

## Géographie
Ganllwyd est situé dans le sud du Gwynedd, au confluent de la Gamlan et de la Mawddach (en), à 8 km au nord de la ville de Dolgellau. La route A470 (en) traverse le village.

## Démographie
Au recensement de 2011, la communauté de Ganllwyd comptait 179 habitants.